# Roseli Gustavo
Roseli Gustavo, född den 25 juli 1971 i Araraquara, Brasilien, är en brasiliansk basketspelare som var med och tog OS-silver 1996 i Atlanta. Detta var första gången Brasilien tog en medalj i damklassen vid de olympiska baskettävlingarna.